# 水沢上地すべり
水沢上地すべり（みぞれじすべり）は、木曽川水系長良川支流吉田川の最上流部、岐阜県郡上市明宝の水沢上に位置する大規模地すべり地である。発生の誘因は古文書等の記録から1586年に発生した天正地震であるとされている。地すべりによる移動土塊は北東へ向かって移動し、吉田川河床と対岸に堆積した。